# Różanka (Róża Wielka)
Różanka – część wsi Róża Wielka w Polsce, położona w województwie wielkopolskim, w powiecie pilskim, w gminie Szydłowo. 
W latach 1975-1998 Różanka administracyjnie należała do województwa pilskiego.